# El Morro, Guerrero
El Morro är en ort i Mexiko.   Den ligger i kommunen General Heliodoro Castillo och delstaten Guerrero, i den södra delen av landet, 210 km söder om huvudstaden Mexico City. El Morro ligger 1 548 meter över havet och antalet invånare är 265.
Terrängen runt El Morro är kuperad åt nordost, men åt sydväst är den bergig. Runt El Morro är det ganska glesbefolkat, med 21 invånare per kvadratkilometer. Närmaste större samhälle är Tlacotepec, 6,6 km nordväst om El Morro. I omgivningarna runt El Morro växer i huvudsak blandskog.